# 堵沉
《堵沉》是长沙975摩登音乐台的C-block于2015年12月25日发布的歌曲，其内容主要为用长沙话投诉的长沙路况拥堵路况。

## 特点
《堵沉》的整首歌倾诉了全长沙人民共同的感叹：长沙实在是太堵了！其灵感就是人们上班、下班路上的拥堵。整首歌充满了浓郁的长沙风情，而且这首歌还罗列出了长沙各个拥堵的地方，非常贴近人们的生活。歌词也是用了长沙市民的口语，比如“丢嘎子”。因此人们称这首歌“唱出了长沙人民的心声”。这首歌发布之后，网友们纷纷晒自己堵到了哪个地方，还拍了图片。

## 内容
这首歌以摩登音乐台嘻芮的普通话化的长沙话开头，然后就是Damnshine（盛宇）和Kungfupen（施逸凡）的歌词，包括长沙的各个堵点。还有市民堵在路中间的感受：喇叭按烂了，要迟到了，想上厕所。中间插了一段乘客打摩的时的对话。另外歌词里面还穿插了各种不良的现象：实线变道、乱停车、电动车霸占在路边。